# Patrick Lencioni
Patrick Lencioni – amerykański publicysta, pisarz.
Jest autorem 9 książek, z których Pięć dysfunkcji pracy zespołowej można zaliczyć do kategorii "powieści biznesowej", i która stała się bestsellerem. Jego książki zostały przetłumaczone na 22 języki obce.
Pracował w firmie doradczej „Bain & Company” oraz w firmach wytwarzających oprogramowanie – Oracle i Sybase (w tej ostatniej pełnił funkcję wiceprezesa ds. organizacji). Jest założycielem i prezesem „The Table Group”, firmy doradczej z dziedziny zarządzania zajmującej się głównie „korporacyjnym zdrowiem”. Ken Blanchard, autor Jednominutowego menedżera, określa Lencioniego mianem „osoby definiującej następną generację myślicieli zajmujących się przywództwem”.
Lencioni znajduje się na opracowanej przez The Wall Street Journal liście najbardziej popularnych mówców publicznych z dziedziny biznesu. Jego artykuły ukazują się w magazynach biznesowych takich jak: „BusinessWeek”, „Fast Company”, „Fortune” oraz „Harvard Business Review”.
Jako konsultant i mówca ma na swoim koncie współpracę z menedżerami na kierowniczych stanowiskach z firm znajdujących się na liście Fortune 500 (AT&T, Bechtel, Boeing, Cisco, Microsoft, Barnes & Noble, SAP, General Mills), z zawodowymi klubami sportowymi, jak również z organizacjami charytatywnymi.

## Książki
1. The Four Obsessions of an Extraordinary Executive. Jossey-Bass 2000 ISBN 978-0-7879-5403-1
2. Death by Meeting. Jossey-Bass 2004 ISBN 978-0-7879-6805-2
3. Overcoming the Five Dysfunctions of a Team: A Field Guide. Jossey-Bass 2005 ISBN 0-7879-7637-7
4. The Five Dysfunctions of a Team. Jossey-Bass 2005 ISBN 978-0-7879-6075-9
5. Silos, Politics and Turf Wars. Jossey-Bass 2006 ISBN 978-0-7879-7638-5
6. The Three Signs of a Miserable Job. Jossey-Bass 2007 ISBN 0-7879-9531-2
7. The Three Big Questions for a Frantic Family. Jossey-Bass 2008 ISBN 978-0-7879-9532-4
8. The Five Temptations of a CEO. Jossey-Bass 2008 ISBN 978-0-470-26758-5
9. Getting Naked. Jossey-Bass 2010 ISBN 978-0-7879-7639-2

### Wydane w Polsce
1. Pięć dysfunkcji pracy zespołowej. MT Biznes 2008, ISBN 83-88970-11-9
2. Efektywne spotkanie biznesowe. Jak nie umrzeć z nudów na zebraniu. MT Biznes 2007, ISBN 978-83-7746-050-4
3. Odkryj się. Opowieść biznesowa o tym, jak pokonać trzy lęki, które niszczą związek z klientem. MT Biznes 2011, ISBN 978-83-7746-030-6
4. Cztery obsesje wyjątkowego szefa. Opowieść o przywództwie. MT Biznes 2011, ISBN 978-83-7746-070-2
5. Walka o wewnętrzne wpływy w firmie. Przypowieść o przywództwie, które z kolegów czyni rywali. MT Biznes 2011, ISBN 978-83-7746-076-4
6. Trzy ważne pytania do rozgorączkowanej rodziny. MT Biznes 2012, ISBN 978-83-7746-123-5
7. Przezwyciężanie pięciu dysfunkcji pracy zespołowej. Praktyczny przewodnik dla liderów, menedżerów, moderatorów. MT Biznes 2016, ISBN 978-83-8087-106-9
8. Trzy kluczowe cechy idealnego członka zespołu. MT Biznes 2017, ISBN 978-83-8087-151-9
9. Trzy oznaki pracy która nie daje szczęścia. MT Biznes 2017, ISBN 978-83-8087-227-1
10. Motywacje lidera. Opowieści o przywództwie. MT Biznes 2021, ISBN 978-83-8087-752-8